# UFC 195
UFC 195: Lawler vs. Condit foi um evento de Artes Marciais Mistas promovido pelo Ultimate Fighting Championship, ocorreu em 2 de janeiro de 2016 no MGM Grand Garden Arena em Las Vegas, Nevada.

## Background
O evento principal foi a luta entre o atual campeão Robbie Lawler e o desafiante Carlos Condit pelo Cinturão Meio Médio do UFC.

## Card Oficial
Nota 1 Pelo Cinturão Meio Médio do UFC.

## Bônus da Noite
Os lutadores receberam $50.000 de bônus
- Luta da Noite:  Robbie Lawler vs.  Carlos Condit
- Performance da Noite:  Stipe Miocic e  Michael McDonald